# C MAGAZINE
C MAGAZINE（Cマガジン）は、ソフトバンククリエイティブから出版されていた月刊の技術情報誌。

## 概要
「すべてのC言語プログラマのための技術情報誌」として1989年に創刊。連載記事やソフトウェア製品紹介などの他、Dr. Dobb's JournalやComputer Languageといった米国のプログラミング情報誌の記事の邦訳なども取り扱っていた。2006年4月号で休刊。全199号が発行された。
その後、2014年にバックナンバーが電子書籍として販売開始された。